# Kaudwane
Kaudwane is een dorp in het district Kweneng in Botswana. De plaats telt 1084 inwoners (2011).